# Ormosia cornuta
Ormosia cornuta là một loài ruồi trong họ Limoniidae. Chúng phân bố ở miền Tân bắc.